# كين ناكاجيما
كين ناكاجيما (باليابانية: 中島健؛ بالكانا: なかじま けん) هو مهندس المناظر الطبيعية ياباني، ولد في 1914 في طوكيو في اليابان، وتوفي في 2000.